# Microhelia
Microhelia is een geslacht van vlinders van de familie uilen (Noctuidae), uit de onderfamilie Heliothinae.

## Soorten
- M. angelica Smith, 1900
- M. restrictalis Smith, 1900